# Фойт-Арена
«Фойт-Арена» (нем. Voith-Arena) — многофункциональный стадион, расположенный в городе Хайденхайм-ан-дер-Бренц (федеральная земля Баден-Вюртемберг, Германия). В настоящее время вмещает 15000 зрителей и является официальным домашним полем для местного футбольного клуба «Хайденхайм».

## Краткий обзор
Стадион официально возведен в 1971 году. Первоначально носил наименования «Альбштадион» и «Гагфах-Арена». Первая реконструкция стадиона состоялась в 2009 году, вторая — в 2013. В настоящее время на арене уложен гибридный газон.
«Фойт-Арена» находится на высоте 555 м над уровнем моря, что делает ее самой высокорасположенной среди всех арен профессиональных футбольных клубов Германии.

## Международные матчи

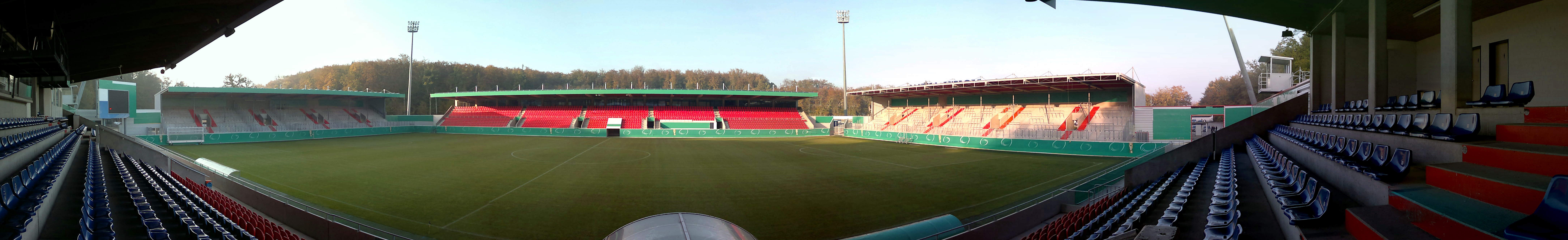
Панорамный вид стадиона

«Фойт-Арена» принимала ряд матчей в рамках юношеского чемпионата Европы по футболу 2016 года.